# Samuel Perman
Samuel Perman, född 6 april 1760 i Vänersborg, död 16 september 1839 i Östersund, var en svensk apotekare och stadspolitiker.
| ”                      | Stadens uppkomst och invånarnas bästa har alltid varit mitt största och huvudsakliga ögonmärke | „ |
| – Samuel Perman - 1832 |                                                                                                |   |

Samuel Perman var son till borgmästaren i Vänersborg Magnus Perman. Han studerade till apotekare och erhöll 1787 provisorsexamen. Samma år inköpte han ett apoteket på Frösön av Jonas Gestrich för 18 000 daler kopparmynt. övertog verksamheten. Redan 1788 fick han tillstånd att flytta verksamheten till Östersund men det dröjde till 1794 innan han gjorde slag i saken och flyttade sitt apotek. Han fick kungligt privilegium 4 år senare. Han kom sedan att bedriva apoteksverksamhet i Östersund fram till 1826. Perman erhöll 1788 burskap som handelsborgare i Östersund. Då staden saknade borgmästare och magistrat var det borgarna som själva skötte stadens förehavanden i en bystämma, Perman kom att vara borgerskapets ordförande åtminstone 1794–1801 och 1807-1830 och titulerades rådman 1830–1832. Perman fungerade 1794–1801 och 1807–1830 i kronofogdens frånvaro också som ordningsman och tidvis även som stadskassör. År 1826 sålde han apoteket till Per Nyholm. Perman är begravd på Norra begravningsplatsen i Östersund.

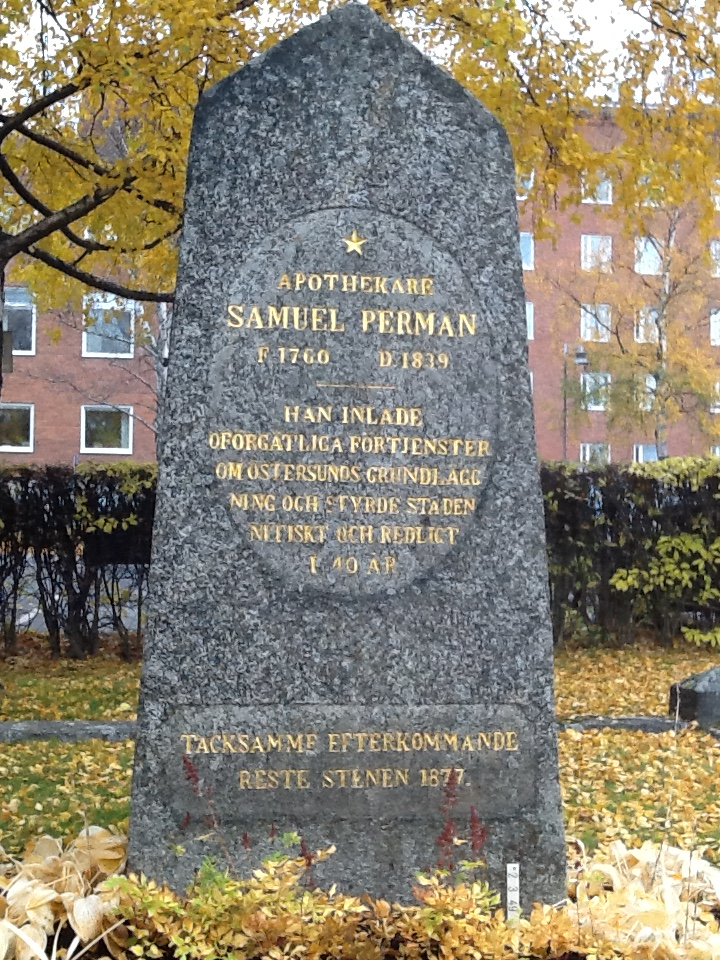
Gravsten på Norra Begravningsplatsen i Östersund.